# Richard Trenkwalder

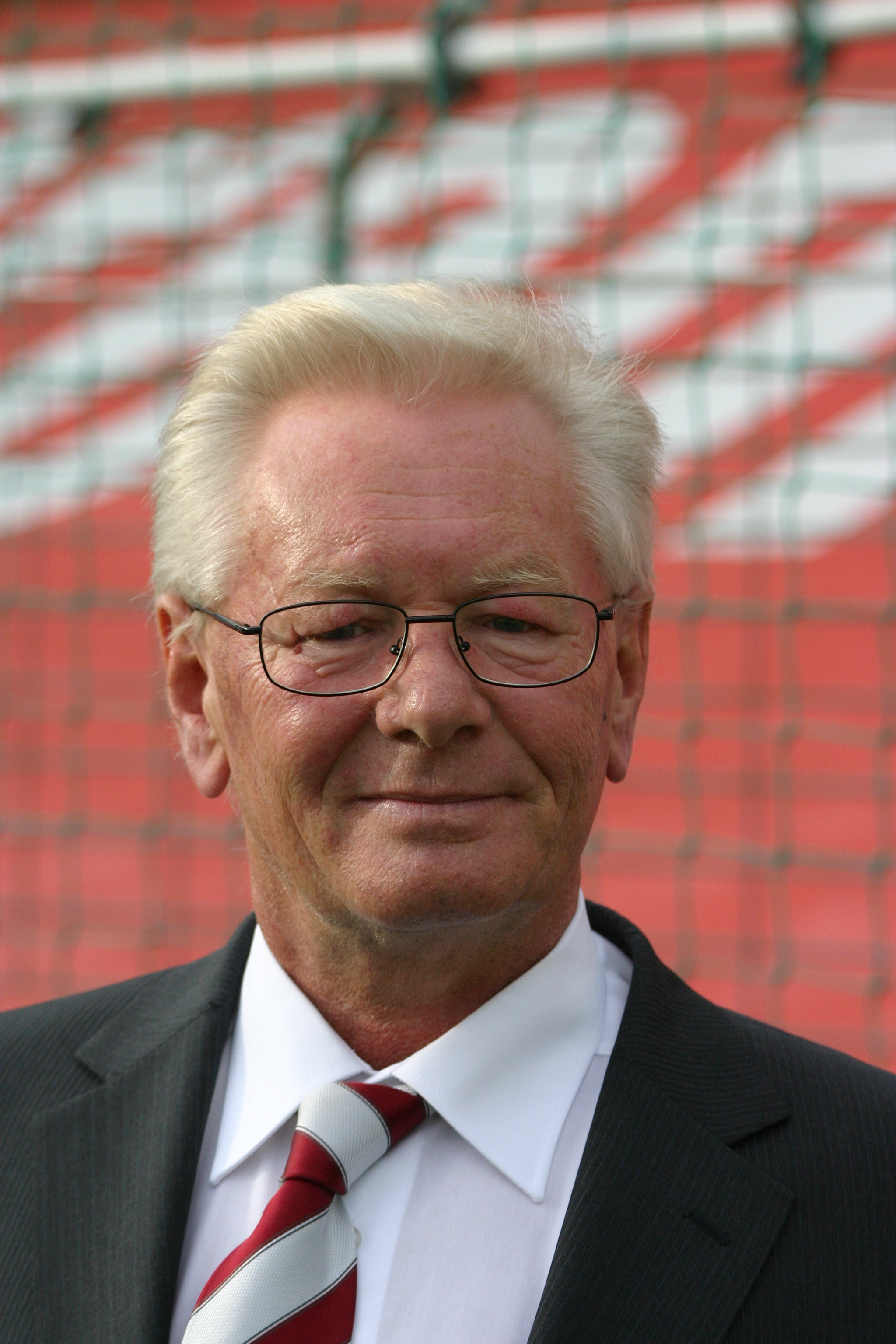
Präsident Richard Trenkwalder

Richard Trenkwalder (* 25. Mai 1948 in Wartberg im Mürztal; † 12. Juli 2015) war ein österreichischer Unternehmer.

## Leben
Nach dem Abschluss der Höheren Technischen Lehranstalt für Maschinenbau verließ Richard Trenkwalder Österreich für mehrere Jahre, um bei großen Ingenieurbüros wie „Comprimo“ in Amsterdam oder „Lumus“ in New York internationale Berufserfahrung im Industrieanlagenbau zu sammeln. Im Zuge seiner Auslandsaufenthalte lernte Richard Trenkwalder das damals in Holland, England und Skandinavien bereits etablierte Geschäftsfeld „Personalbereitstellung“ kennen. Nach seiner Rückkehr war er zunächst als technischer Zeichner für ein Wiener Ingenieurbüro tätig, das ihn an die Raffinerie der Österreichischen Mineralölverwaltung in Schwechat verleaste. In Österreich war diese Branche zu diesem Zeitpunkt noch so gut wie unbekannt. Trenkwalder sah speziell in der Kombination zwischen Ingenieursdienstleistung und Personalbereitstellung einen neuen Markt und entschloss sich 1985, in diesem Bereich als Einzelunternehmer unter dem Namen mit der Trenkwalder Engineering selbständig zu werden und selbst Arbeitskräfte zu verleihen.
1988 gründete er die Trenkwalder Personaldienste AG. Mit der Slowakei begannen 1992 die internationalen Filialen der Firma, die 1995 in Trenkwalder Personalleasing und im Sommer 2007 in Trenkwalder International AG wurde. In Österreich wurde die Firma zum führenden Personaldienstleister.
In Würdigung seiner unternehmerischen Erfolge wurde Richard Trenkwalder 2005 in der Kategorie „Wirtschaft“ von der Tageszeitung Die Presse als Österreicher des Jahres nominiert. Von der Wirtschaftskammer NÖ wurde ihm im Frühjahr 2006 der Titel Kommerzialrat verliehen. Im Oktober 2007 kürte eine Fachjury Richard Trenkwalder zum „Entrepreneur des Jahres“ und im April 2008 wurde Richard Trenkwalder aufgrund seiner unternehmerischen Leistungen auf dem europäischen Arbeitsmarkt die Auszeichnung des Ehrendoktorates Dr. h. c. zuteil.
Am 12. Juli 2015 starb Richard Trenkwalder nach langer, schwerer Krankheit.

## Fußballmäzen
Im Jahr 2001 wurde Trenkwalder Präsident des ASK Schwadorf, einem damaligen Verein der 1. Klasse Ost in Niederösterreich. Bis 2007 schaffte der Klub den Aufstieg in die Erste Liga, die zweithöchste österreichische Spielklasse. Im November 2007 gab Trenkwalder die Umbenennung des Vereines in FC trenkwalder Admira bekannt. Ab März 2008 spielte der von Schwadorf nach Mödling übersiedelte ASK unter diesem Namen in der Ersten Liga, gleichzeitig wurde ein neuer Verein namens Sportklub Schwadorf 1936 als Auffangverein für die aufgelöste Amateurmannschaft der Ex-Schwadorfer gegründet.
Seit der Saison 2008/09 betrieb Trenkwalder den Aufstieg der Admira in die Bundesliga, der in der Saison 2010/11 erreicht wurde.
In Deutschland unterstützte er als Trikotsponsor den Fußballverein TSV 1860 München in den Spielzeiten 2007/08 und 2008/09.